# 게잡이쥐속
게잡이쥐속(Ichthyomys)은 비단털쥐과 목화쥐아과에 속하는 설치류 속의 하나이다. 4종을 포함하고 있다. 야행성을 보이며, 유속이 빠른 물가에 살고 민물 게와 같은 민물 속의 무척추동물을 먹는다.

## 하위 종
- 게잡이쥐 (Ichthyomys hydrobates)
- 피티에르게잡이쥐 (Ichthyomys pittieri)
- 스톨츠만게잡이쥐 (Ichthyomys stolzmanni)
- 트위디게잡이쥐 (Ichthyomys tweedii)